# Hansom
Carros de aluguel de duas rodas, que tinham o nome de seu inventor, Joseph Alysius Hansom (1802-82), os hansoms eram ubíquos em Londres nas décadas de 1880 e 1890. No interior havia lugar para dois passageiros, e o cocheiro sentava-se fora.